# Neked énekelek
A Neked énekelek 2020-tól jelentkező magyar gálaműsor. 
A műsor első részének házigazdái Ördög Nóra és Till Attila voltak. Az adás a TV2 műsorán volt 2020. április 19-én. 2021. május 30-án újra képernyőre került, Várkonyi Andrea, Stohl András és Till Attila műsorvezetésével. 2022. április 9-én újra műsorra kerül. A harmadik résznek a házigazdái Ördög Nóra, Várkonyi Andrea, Stohl András és Till Attila lesznek.

## Epizódok
| Gála | Adás              | Műsorvezető                                         | Adó |
| ---- | ----------------- | --------------------------------------------------- | --- |
| 1.   | 2020. április 19. | Till Attila Ördög Nóra                              |     |
| 2.   | 2021. május 30.   | Till Attila Várkonyi Andrea Stohl András            |     |
| 3.   | 2022. április 9.  | Till Attila Várkonyi Andrea Stohl András Ördög Nóra |     |

## 1. Gála (2020)
A műsor alatt összesen 25 millió forint gyűlt össze. Demjén Ferenc ikonikus sálját 280 ezer Ft-ért adományozták el. Mándoki László gitárját pedig a Nicsak, ki vagyok? című műsorban mondták el, ahol kiderült, hogy 5 millióért kelt el.
Az összegyűlt pénzt a Magyar Baptista Szeretetszolgálat, Magyar Máltai Szeretetszolgálat, Katolikus Karitász, Ökumenikus Segélyszervezet, Magyar Református Szeretetszolgálat és Magyar Vöröskereszt között kerül szétosztásra.
Előadók
- Charlie, Frenreisz Károly és Pataky Attila: Várj míg felkel majd a nap
- Király Linda, Király Viktor, Virág Anita, Király Tamás, Király Gabriella és Király Benjamin: Happy
- Wellhello: Ölelni szavakkal
- Honeybeast + Tóth Vera és Pauli Zoltán, Bódi Guszti és Bódi Margó, Polyák Lilla és Gömöri András Máté, Dér Heni és Bakos Gergely, Varga Feri & Balássy Betty, Völgyesi Gabriella és Ádám, Veréb Tamás és Klajkó Szandra, Tolvai Renáta és Kállay-Saunders András, Cooky és Szécsi Debóra, Feng Ya Ou és Békefi Viktória, Szandi és Bogdán Csaba: Legnagyobb hős
- Tankcsapda: Az élet a legjobb méreg
- Bagossy Brothers Company feat. Biró Barbara: Olyan Ő
- Zséda: Életben maradni
- Janicsák Veca és Kovács Ákos: Érintő
- Ónodi Eszter és Tasnádi Bence: A vuhani denevérek
- Gönczi Gábor, Pachmann Péter, Mádai Vivien, Orosz Barbara, Marsi Anikó, Szebeni István, Reisz András, Brockhauser Barbara, Istenes László, Váczi Gergő, Vitányi Judit, Szentpéteri Eszter, Andor Éva, Takács Bence: Európa 2020
- Gyerekek: Dance Monkey
- Földes Eszter és Lovasi András: Csillag vagy fecske
- Rúzsa Magdi és Presser Gábor: Egyszer
- Mongooz and the Magnet: Come together
- Sztárban Sztár leszek! mesterei; Bereczki Zoltán, Horváth Tamás, Tóth Gabi és Pápai József: Earth Song
- Irie Maffia: Mind úton
- Hien: Ez a vonat, ha elindul, hadd menjen
- Wolf Kati, Radics Gigi és Veres Mónika: Ain't no mountain high enough
- Vastag Csaba és Vastag Tamás: Őrizd az álmod
- Mága Zoltán, Mága Jennifer és Balázs Fecó: A csönd éve volt.
- Margaret Island: Valahol
- Tóth Gabi és Pápai József: Menedék
- Follow The Flow: Porszem
- Varga Szabolcs, Varga Vivien és Varga Miklós: Vén Európa
- Intim Torna Illegál, Kollányi Zsuzsi, Freddie és Linczényi Márk: Örökké
- Mándoki László:
- Caramel: Lélekdonor
- Szilágyi Liliána, Fucsovics Márton, Kucsera Gábor, Ungvári Miklós, Cseh László, az Exatlon Hungary versenyzői, Rákóczi Renáta, Talmácsi Gábor: Nem adom fel

## 2. Gála (2021)
Ebben az adásban a koronavírus árváinak gyűjtöttek pénzt. A beérkezett hívásokat a Mintaapák sztárjai, Kamarás Iván, Mészáros Béla, Száraz Dénes és Makranczi Zalán fogadták. A műsor alatt 102 millió forint gyűlt össze. Demjén Ferenc 2015-ös fellépésének a plakátja, amit Demjén Ferenc és Charlie is aláírt 120 ezer forintért kelt el. Mándoki László magán koncertje 300 ezer forintért kelt el. A Séfek Séfe nyolcfogásos ebédje pedig 1,5 millió forintért kelt el.
Az összegyűlt pénzt a Regőczi István Alapítványhoz került.
Előadók
- Molnár Ferenc „Caramel”, Palya Bea, Karácsony János, Király Linda, Wolf Kati, Tolvai Reni, Miklósa Erika, Pápai Joci, Curtis, Tóth Gabi, Veres Mónika „Nika” és Radics Gigi: Nem adom fel
- Pápai Joci és az Urbank Verbunk: Értünk volt
- Demjén Ferenc: Szabadság vándorai
- Bagossy Brothers Company: Visszajövök
- Gryllus Dorka és Kulka János: Vigyázz a madárra
- Király Linda, Wolf Kati és Tolvai Reni: Medley
- Margaret Island: Eső
- Tóth Vera és Charlie: Az légy, aki vagy
- A Dancing with the Stars táncosai
- Molnár Ferenc „Caramel” és Palya Bea: Csillagom
- Mandoki Soulmates: We Say Thank You
- Irie Maffia: Kell egy ház
- Majka, Curtis és Veres Mónika „Nika”: A csúcson túl
- Radics Gigi: Medley
- Miklósa Erika és Balázs János: Elindultam szép hazámból
- Attraction Látványszínház
- Cotton Club Singers: Medley
- Tóth Gabi: Népzenei medley
- Janicsák Veca és Balázs Fecó: Maradj velem
- Bari László, Juhos Zsófia, Berki Artúr, Varga Szabolcs, Varga Vivien, Lingura Diána és a Madách Színház gyermek színészei: Szállok a dallal

## 3. Gála (2022)
Ebben az adásban az ukrajnai menekülteknek gyűjtenek adományt.
Az összegyűjtött pénzt a Híd Kárpátaljáérthoz és a Nemzeti Összefogáshoz került.
Előadók
- Dallos Bogi Wolf Kati Bereczki Zoltán Tóth Gabi Vastag Tamás Vastag Csaba Marics Peti Keresztes Ildikó Ember Márk Szikora Róbert Király Linda Worlds

- Dallos Bogi We All

- Kökény Attila és Rakonczai Viktor Nincs semmi másom

- Wolf Kati We Don't Need Another Hero

- Ember Márk és Törőcsik Franciska Úgy Szeretném

- Tóth Gabi Szeretni jöttem

- Király Linda és Király Viktor Untried

- Charlie Könnyű álmot hozzon az éj

- Oláh Ibolya Nem adom el

- Curtis és Veres Mónika Nika Lehetne újra február

- Szikora Róbert Legyen nyár és béke már

- Ismerős Arcok Nélküled

- ValMar és Szikora Róbert Úristen

- Szekeres Adrien és Vavra Bence Iszom a bort

- Vastag Csaba és Vastag Tamás Őrizd az álmod

- Bereczki Zoltán Hangokba zárva

- Kowalsky Meg a Vega Otthon édes Otthon

- Keresztes Ildikó Nem a ménk az ég

- Sztojka Vanessza Let The Sunshine In

## Díj
Legjobb CSR Programért (Közös ügyek-közös felelősség)